# Гумбетівський район
Гумбе́тівський район (рос. Гумбетовский район) — район у західній частині Дагестану Російської Федерації. Адміністративний центр — село Мехельта.

## Географія
Район розташований у центрально-західній частині республіки, є гірським районом. Межує на півночі з Казбеківським, на північному сході з Буйнакським, сході з Унцукульським, на півдні з Хунзахським, на заході та південному заході з Ботліхським районами.

## Історія
Гумбетівський підкантон у складі Ботліхського кантону був утворений 22 листопада 1928 року. 25 грудня 1930 року підкантон перетворено у район. У період з 1 лютого 1963 по 12 січня 1965 років район був ліквідований, а його територія розділена між Ботліхським та Казбеківським районами.

## Населення
Населення району становить 22143 особи (2013; 22082 в 2012, 22051 в 2011, 22046 в 2010, 18177 в 2002).
Національний склад населення:
| Народність | Чисельність (2002) | %     | Чисельність (2010) | %     |
| ---------- | ------------------ | ----- | ------------------ | ----- |
| Аварці     | 18 123             | 99,70 | 21 746             | 98,60 |
| Чеченці    | 26                 | 0,14  | 300                | 1,40  |
| Росіяни    | 7                  | 0,04  | 300                | 1,40  |
| Даргинці   | 6                  | 0,03  | 300                | 1,40  |
| Інші       | 15                 | 0,08  | 300                | 1,40  |

## Адміністративний поділ
Район адміністративно поділяється на 15 сільських поселень, які об'єднують 28 сільських населених пунктів:
| Поселення                      | Площа, км² | Населення, осіб (2008) | Населення, осіб (2010) | Центр             | Населені пункти |
| ------------------------------ | ---------- | ---------------------- | ---------------------- | ----------------- | --------------- |
| Арадиріхська сільська рада     | -          | 939                    | 1378                   | Середній Арадиріх | 3               |
| Аргванинська сільська рада     | -          | 2336                   | 2753                   | Аргвані           | 3               |
| Верхньоінхівська сільська рада | -          | 751                    | 1030                   | Верхнє Інхо       | 1               |
| Гадаринська сільська рада      | -          | 320                    | 256                    | Гадарі            | 1               |
| Данухська сільська рада        | -          | 671                    | 812                    | Данух             | 1               |
| Ігалинська сільська рада       | -          | 3067                   | 3659                   | Ігалі             | 4               |
| Інгішинська сільська рада      | -          | 573                    | 840                    | Інгіші            | 1               |
| Кілятлинська сільська рада     | -          | 1075                   | 1032                   | Кілятль           | 1               |
| Мехельтинська сільська рада    | -          | 3393                   | 3765                   | Мехельта          | 3               |
| Нижньоінхівська сільська рада  | -          | 1030                   | 1339                   | Нижнє Інхо        | 1               |
| Тляратинська сільська рада     | -          | 391                    | 578                    | Тлярата           | 1               |
| Цилітлинська сільська рада     | -          | 1306                   | 1570                   | Цилітль           | 2               |
| Чиркатинська сільська рада     | -          | 1834                   | 1923                   | Чирката           | 1               |
| Читлинська сільська рада       | -          | 391                    | 440                    | Читль             | 1               |
| Шабдухська сільська рада       | -          | 630                    | 671                    | Шабдух            | 3               |

### Найбільші населені пункти
| №  | Населений пункт | Населення, осіб (2008) |
| -- | --------------- | ---------------------- |
| 1  | Мехельта        | 2 891                  |
| 2  | Ігалі           | 2 180                  |
| 3  | Чирката         | 1 834                  |
| 4  | Нове Аргвані    | 1 299                  |
| 5  | Кілятль         | 1 075                  |
| 6  | Нижнє Інхо      | 1 030                  |
| 7  | Цияб-Цилітлі    | 785                    |
| 8  | Верхнє Інхо     | 751                    |
| 9  | Данух           | 671                    |
| 10 | Інгіші          | 573                    |

## Господарство
Район сільськогосподарський, розвитку набуло тваринництво та землеробство. Тут працює 11 колективних та понад 250 фермерських господарств. Серед промислових підприємств працюють Чиркатинський консервний завод, друкарня та 11 міні-пекарень.